# Brian Jennings
Brian Jennings (* 21. August 1958 in Queens; † 3. September 2015 in Chennai, Indien) war ein US-amerikanischer Visual-Effects-Supervisor und Animator.

## Leben
Jennings begann seine Filmkarriere mit dem Kurzanimationsfilm Technological Threat, bei dem er als Technischer Leiter fungierte, am Design mitarbeitete und das Drehbuch schrieb. Für den Film erhielt Jennings mit Regisseur und Produzent Bill Kroyer 1989 eine Oscarnominierung in der Kategorie Bester animierter Kurzfilm. Seither folgten zahlreiche Langfilme, bei denen Jennings für die visuellen oder digitalen Effekte zuständig war, darunter Senseless (1998), Scary Movie (2000) und Mann unter Feuer (2004). Gelegentlich übernahm er auch Kleinstrollen in Filmen.

## Filmografie
- 1988: Technological Threat
- 1989: Liebling, ich habe die Kinder geschrumpft (Honey, I Shrunk the Kids)
- 1990: Jetsons – Der Film (Jetsons: The Movie)
- 1993: Super Mario Bros.
- 1993: Die Coneheads (Coneheads)
- 1993: Superman – Die Abenteuer von Lois & Clark (Lois & Clark: The New Adventures of Superman) (TV-Serie)
- 1994: Color of Night
- 1994: Wagons East
- 1995: Vampire in Brooklyn
- 1995: Tales from the Hood
- 1995: Mortal Kombat
- 1995: Eins und eins macht vier (It Takes Two)
- 1995: Ein Geschenk des Himmels – Vater der Braut 2 (Father of the Bride Part II)
- 1995: Der dritte Frühling (Grumpier Old Men)
- 1996: Der Rasenmäher-Mann 2 – Beyond Cyberspace (Lawnmower Man 2: Beyond Cyberspace)
- 1996: Die Ankunft (The Arrival)
- 1996: Tödliche Weihnachten (The Long Kiss Goodnight)
- 1996: Crossworlds – Dimension der Unendlichkeit (Crossworlds)
- 1996: Leprechaun 4 – Space Platoon (Leprechaun 4: In Space)
- 1997: Mimic – Angriff der Killerinsekten (Mimic)
- 1997: Switchback – Gnadenlose Flucht (Switchback)
- 1998: Phantoms
- 1998: Senseless
- 1998: Halloween H20 – 20 Jahre später (Halloween H20: 20 Years Later)
- 1998: Faculty - Trau keinem Lehrer (The Faculty)
- 2000: Scary Movie
- 2000: Sex oder stirb (Cherry Falls)
- 2001: Driven
- 2004: If Only
- 2004: Mindhunters
- 2004: Mann unter Feuer (Man on Fire)
- 2004: Exorzist: Der Anfang (Exorcist: The Beginning)
- 2005: Harsh Times – Leben am Limit (Harsh Times)
- 2008: Dasavatharam
- 2010: Illangyan

## Auszeichnungen
- 1989: Oscar-Nominierung, Bester animierter Kurzfilm, für Technological Threat